# Tatiana Gorbunova
Pour les articles homonymes, voir Gorbunova.
Tatiana Gorbunova (née le 23 janvier 1990 à Naberejnye Tchelny) est une gymnaste rythmique russe.

## Biographie
Tatiana Gorbunova remporte aux Jeux olympiques d'été de 2008 à Pékin la médaille d'or par équipe avec Margarita Aliychuk, Anna Gavrilenko, Elena Posevina, Daria Shkurikhina et Natalia Zueva.

## Palmarès

### Jeux olympiques
- Pékin 2008
  -  médaille d'or par équipe.